# طريقة العبور

عند عبور الكوكب أمام النجم تقل شدة لمعان النجم

طريقة العبور في علم الفلك (بالإنجليزية: Transit method) هي طريقة قياس ضوئي تُستخدم للبحث عن كواكب خارج المجموعة الشمسية. حتى عام 2016، اكتُشف بتلك الطريقة نحو 80% من جميع الكواكب.
طبقا لهذه الطريقة لا تتم مشاهدة الكوكب مباشرة، ولكن يشاهد بطريقة غير مباشرة عن طريق قياس تغير شدة لمعان النجم الذي يدور الكوكب حوله.

## استنباط احتمال عبور كوكب
باعتبار أن مدار كوكب حول نجمه من الممكن أن يكون في أي أتجاه فيمكن استنباط احتمال أن يشاهده مشاهد من بعد كبير أثناء عبور الكوكب أمام نجمه. وتستخدم لذلك بعض التقديرات الهندسية. فالعبور يمكن مشاهدته ، إذا كان الكوكب يعبر النجم ويغطي جزء من النجم اثناء العبور.
فإذا افترضنا أن نصف قطر الكوكب {\displaystyle R_{p}} يمكن اهماله بالنسبة لنصف قطر النجم {\displaystyle R_{*}}، حيث {\displaystyle R_{p}\ll R_{*}}, فإن زاوية ميل مدار الكوكب التي يمكن أن يحدث فيها عبور يمكن حسابها بأنها {\displaystyle \vartheta \approx D_{*}/a_{p}=2R_{*}/a_{p}},
مع اعتبار أن المدار دائري والمسافة بين الكوكب والنجم {\displaystyle a_{p}}.

## أمثلة حسابات احتمال عبور في المجموعة الشمسية

صورة متحرّكة تظهر مسار عبور الزهرة لسنة 2012، وتظهر فيها تلامسات العبور الأربعة.

في أنظمة كوكبية مثل نظام المجموعة الشمسية (نصف قطر النجم هو نصف قطر الشمس، مع استخدام نفس التوزيع في مستوى واحد تقريبا)، طبقا لها يكون احتمال مشاهدة عبور كالآتي:
| الكوكب  | نصف القطر الكبير للمدار / فرسخ فلكي | الإحتمال |
| ------- | ----------------------------------- | -------- |
| عطارد   | 0,387                               | 1,203 %  |
| الزهرة  | 0,723                               | 0,644 %  |
| الأرض   | 1,00                                | 0,465 %  |
| المريخ  | 1,52                                | 0,306 %  |
| المشتري | 5,20                                | 0,090 %  |
| زحل     | 9,58                                | 0,049 %  |
| أورانوس | 19,2                                | 0,024 %  |
| نبتون   | 30,0                                | 0,016 %  |

وبالنسبة لكوكب يكون في نطاق صالح للحياة يدور حول نجم كالشمس تكون احتمال مشاهدته نحو
0,5 %.